# John Scott Wells
John Scott Wells (* 1979 oder 1980 in Louisville, Kentucky) ist ein US-amerikanischer Schauspieler und ein Model.

## Leben
Wells wurde in Louisville geboren. Er debütierte 2009 im Kurzfilm Vacation Day als Schauspieler. Seine erste größere Spielfilmrolle erhielt er 2012 als Valentine Hatfield im Film Hatfields and McCoys: Bad Blood. Von 2013 bis 2014 mimte er in vier Episoden der Miniserie Before the Dark die Rolle des Vladimir Dubrinsky. 2014 übernahm er eine der Hauptrollen als Wally im Tierhorrorfilm Piranha Sharks. 2016 stellte er in der Fernsehdokuserie Legends & Lies die Rolle des Patrick Henry dar. In den folgenden Jahren wirkte er in mehreren Kurzfilmproduktionen mit. Von 2019 bis 2021 spielte er die Rolle des John Grifton in insgesamt fünf Episoden der Fernsehserie The Dream Motel. 2020 stellte er außerdem in fünf Episoden der Miniserie The Dark: The Great Deceiver die Rolle des Mike Swain dar. Als Captain Jack Reynolds war er 2022 im Film Wolf Hound – Luftschlacht über Frankreich zu sehen.

## Filmografie (Auswahl)
- 2009: Vacation Day (Kurzfilm)
- 2011: Swordbearer (Kurzfilm)
- 2011: Overtime
- 2012: Hatfields and McCoys: Bad Blood
- 2013: Girl/Girl Scene (Fernsehserie, Episode 2x07)
- 2013: The Paper Tiger (Kurzfilm)
- 2013: The Penny Dreadful Picture Show
- 2013–2014: Before the Dark (Miniserie, 4 Episoden)
- 2014: The Old Winter
- 2014: The Lost Girls
- 2014: Piranha Sharks
- 2015: Awakening (Kurzfilm)
- 2015: How Do I (Kurzfilm)
- 2016: The Rangers
- 2016: Legends & Lies (Fernsehdokuserie, 2 Episoden)
- 2016: Off Sides 2016
- 2016: Viridescent (Kurzfilm)
- 2016: Homewrecked (Kurzfilm)
- 2017: The Prisoner of Perdition (Kurzfilm)
- 2017: Shadow Reaper (Kurzfilm)
- 2017: Help (Kurzfilm)
- 2017: Orphaned Courage (Kurzfilm)
- 2017: The Possessed
- 2018: The Voice of Blood (Kurzfilm)
- 2018: Last American Horror Show
- 2018: Loss Prevention
- 2018: Rayden Valkyrie (Fernsehfilm)
- 2018: One Must Fall
- 2019: Star Wars: Hand of the Empire
- 2019: The Rangers Campaign (Fernsehserie)
- 2019: The Cold Season (Kurzfilm)
- 2019: Cadia: The World Within
- 2019: To Have and to Hold (Kurzfilm)
- 2019: Like Vapor (Kurzfilm)
- 2019–2021: The Dream Motel (Fernsehserie, 5 Episoden)
- 2020: No More Darkness, No More Light (Kurzfilm)
- 2020: The Legend of Dog Lady Island
- 2020: The Wager
- 2020: Dino & Ruby
- 2020: The Dark: The Great Deceiver (Miniserie, 5 Episoden)
- 2020: Tales from Parts Unknown
- 2020: The Whittler
- 2021: Dunn (Kurzfilm)
- 2021: Infinity (Kurzfilm)
- 2021: The Rangers: Bloodstone
- 2021: Christmas Collision
- 2021: The Tasmanian Devil
- 2022: Once a Thief (Kurzfilm)
- 2022: Undying Faith (Fernsehserie, Episode 1x01)
- 2022: Wolf Hound – Luftschlacht über Frankreich (Wolf Hound)
- 2022: They See You
- 2023: Bermuda Island
- 2023: I Can
- 2023: Supernatural Assassins